# Monasterio de San Clodio
El monasterio de San Clodio (San Clodio de Leiro, San Clodio del Ribeiro, o San Clodio de Ribadavia) es una antigua abadía cisterciense situada en el municipio de Leiro, provincia de Orense, en Galicia, España.
En 1981 fue declarado Monumento Histórico-Artístico de carácter nacional,
por lo que es Bien de Interés Cultural con categoría de Monumento.

## Historia
Se cree que los orígenes del monasterio se remontan al siglo VII y aparece documentado en el año 928. En 1225, ingresó en la Orden del Císter como monasterio filial del Monasterio de Melón, de la filiación de la abadía primigenia de Claraval. En 1536 (según otra fuente, en 1530), tras un largo periodo de decadencia, se unió a la Congregación Cisterciense de Castilla, lo que supuso un renovado florecimiento. El monasterio albergaba varias instituciones comunitarias. En 1835 fue abandonado tras la desamortización de Mendizábal, hasta la llegada de monjes benedictinos provenientes del monasterio de Samos, a finales del siglo XIX; estos lo abandonarían a finales del siglo XX a causa del ruinoso estado del edificio. En 1931 fue declarado monumento nacional. Hoy en día se utiliza como complejo hotelero y la iglesia como parroquia. San Clodio está considerado una de las cunas del vino del Ribeiro. 
La iglesia del monasterio, de tres naves y cuatro pisos, fue construida entre 1220 y 1250. Tiene tres ábsides semicirculares. La fachada de la iglesia del monasterio, con su gran rosetón, hoy tapiado, es una de las pocas medievales que se conservan en Galicia. Los edificios monásticos conservados, con dos claustros, no son anteriores al siglo XVII.